# 山本萩子
山本 萩子（やまもと しゅうこ、1996年10月2日 - ）は、日本のキャスター・タレント。所属事務所はセント・フォース。夫はお笑いタレントの水田信二。

## 経歴
神奈川県横浜市出身。神奈川県立横浜平沼高等学校から日本女子大学人間社会学部に進学し、卒業した後にさらに同大学家政学部を卒業した。
2023年5月24日、お笑いコンビ「和牛」の水田信二との結婚が発表された。
2023年11月3日放送の『ワースポ×MLB』にて、「正直、寂しいです。悔しさもあります。やり残したことがないと言えば、嘘になるかもしれません。」と涙ながらに自分の意思ではない降板であることを明らかにし、5年間出演した同番組を降りることを発表した。ただし、11月17日の同番組スペシャルにて1日限定ながら出演した。

## 人物
現在の仕事を始めるきっかけになったのは「普段乗らないバスに間違えて乗ってしまった時に、たまたま乗り合わせていた所属事務所（セント・フォース）のスタッフの人物に声を掛けられた」ことであったと語っている。
趣味は野球観戦で、『今夜くらべてみました』（日本テレビ系）に出演した際、一人で神宮球場の外野席に観戦に行く程、東京ヤクルトスワローズの大ファンであることを語った。尊敬する人物は元東京ヤクルトスワローズの宮本慎也。
日本馬術連盟の騎乗者資格を所有している。障害飛越競技が得意である。
自宅で飼っている愛猫の名前は「バレンティン」。

## 主な活動

### テレビ出演
現在の出演番組
- プロ野球ワイド（BSスカパー!）- コメンテーター、ロケ出演

過去の出演番組
- gee up sprout（2015年12月19日 - 2018年3月24日、FMサルース） - 週替わりパーソナリティ
- LOVEかわさき（2016年4月2日 - 2019年2月16日、テレビ神奈川）- レポーター
- 今夜くらべてみました（2016年6月21日、日本テレビ） - VTR出演
- 水曜日のダウンタウン（2018年2月7日、TBS） - 三四郎小宮に「1週間予告ドッキリ」 ロケ出演
- ジャンクSPORTS（2019年12月15日、2021年12月12日、2022年1月9日、フジテレビ）
- プロ野球ワイドキャンプ中継スペシャル（2018年2月18日、BSスカパー!）
- プロ野球ワイド開幕直前スペシャル（2018年3月25日、BSスカパー!）
- 週刊スカパラニュース（BSスカパー!） - アシスタント
- 水曜日のニュース・ロバートソン（2018年6月6日 - 6月27日、9月5日 - 9月19日、BSスカパー!） - マンスリーアナウンサー
- 13時間生放送！占い師最強No.1決定戦（AbemaTV） - アシスタント
- 柴田阿弥の金曜 The NIGHT（2016年10月9 - 2018年12月29日、AbemaTV）- 毎月第4金曜の翌日未明（第4金曜深夜）アシスタント
- しながわEYE （2017年4月 - 2019年3月、ケーブルテレビ品川）[8]- メッセンジャー（レポーター） シナガワンとの競演多数
- ZIP!（2018年4月5日 - 2020年3月30日、日本テレビ系列）- ZIP!特集 担当
- ワースポ×MLB（2019年2月28日 - 2023年11月3日、NHK BS1）- 月〜金曜日キャスター[4]
- MLB2021ア・リーグ優勝決定シリーズ第2戦「レッドソックス×アストロズ」（2021年10月17日、NHK BS1）- ゲスト出演

### メディア活動
- コラム「山本萩子の6-4-3を待ちわびて」（週刊プレイボーイ、集英社）